# Hato-Sablé

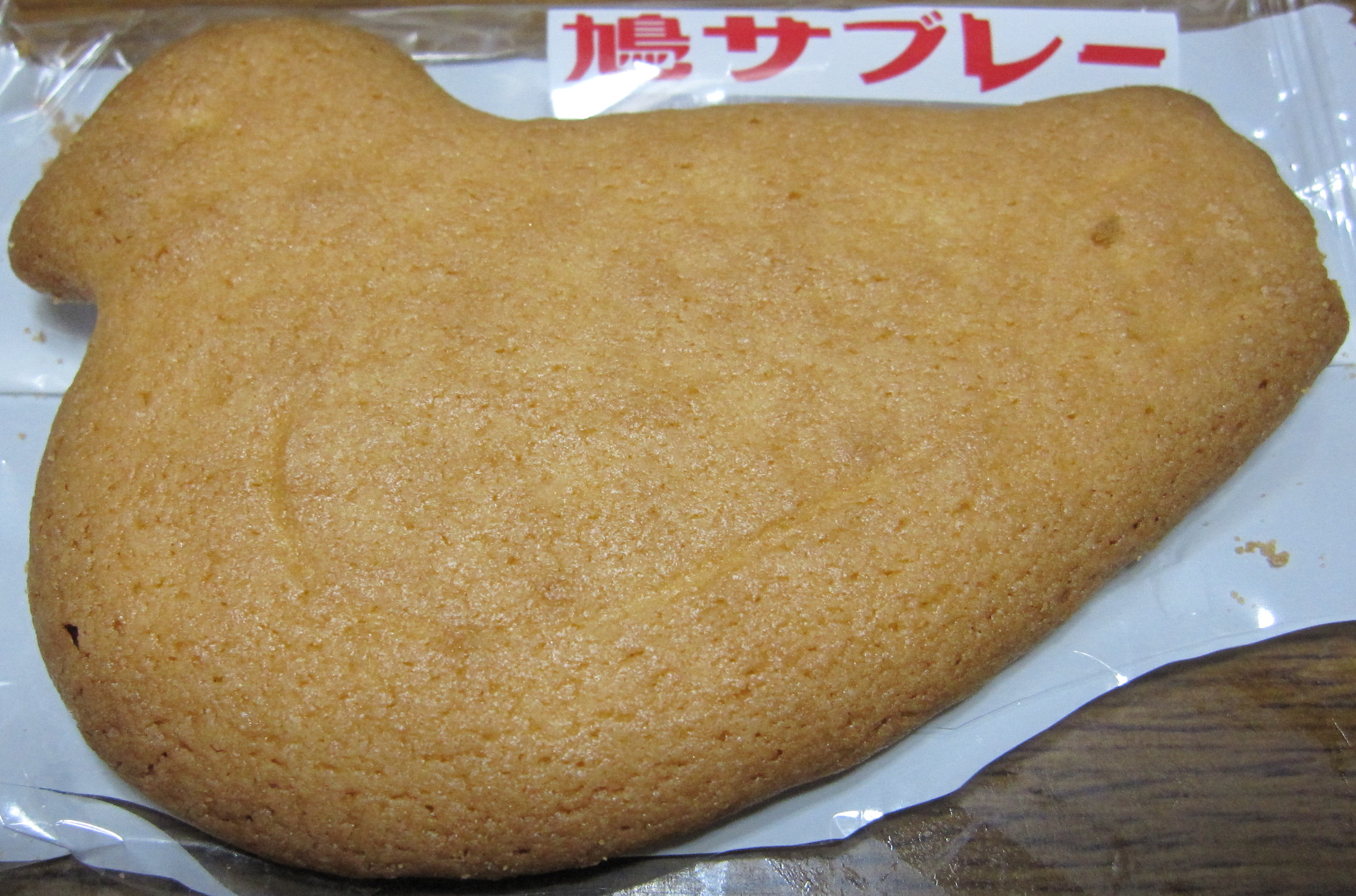
Hato-Sablé

Hato-Sablé (japanisch 鳩サブレー hato saburē, von 鳩 hato „Taube“ und französisch sablé) ist ein japanisches Gebäck aus der Stadt Kamakura (Präfektur Kanagawa), das seit 1894 von der Firma Toshimaya dort hergestellt wird. Hato-Sablés haben die Form einer Taube. Sie bestehen aus Mehl, Zucker, Butter und Ei und sind bei Touristen ein beliebtes Mitbringsel aus Kamakura. 